# Recluse-Nunatak
Der Recluse-Nunatak ist ein 200 m hoher und isolierter Nunatak im westlichen Zentrum der westantarktischen Alexander-I.-Insel. Er ragt auf halbem Weg zwischen dem Haydn Inlet und den Colbert Mountains aus dem Händel-Piedmont-Gletscher auf.
Der britische Geograph Derek Searle vom Falkland Islands Dependencies Survey kartierte ihn 1960 anhand von Luftaufnahmen der US-amerikanischen Ronne Antarctic Research Expedition (1947–1948). Das UK Antarctic Place-Names Committee benannte ihn nach 1961 seiner abgeschiedenen geografischen Lage (englisch recluse ‚Einsiedler‘).